# ホセ・コントレラス
ホセ・アリエル・コントレラス・カメホ（José Ariel Contreras Camejo, 1971年12月6日 - ）は、キューバ・ピナール・デル・リオ州ラス・マルティナス出身の元プロ野球選手（投手）。右投右打。

## 経歴

### キューバ時代
キューバ代表のエース格投手としてプレーするとともに、1992-1993シーズンからキューバ国内リーグ"セリエ・ナシオナル・デ・ベイスボル"のベゲーロス・デ・ピナール・デル・リオに在籍。
1995年は第12回IBAFインターコンチネンタルカップのキューバ代表に選出された。同大会では優勝し、金メダルを受賞した。
1996年7月にアトランタオリンピックの野球キューバ代表に選出された。同大会で優勝し、金メダルを受賞した。
1996-1997シーズンに14勝・135奪三振で最多勝と最多奪三振のタイトルを獲得。
1997年7月に第13回IBAFインターコンチネンタルカップのキューバ代表に選出された。同大会では準優勝し、銀メダルを受賞した。
1998年7月に第33回IBAFワールドカップのキューバ代表に選出された。同大会では優勝し、金メダルを受賞した。
8月には1998年中央アメリカ・カリブ海競技大会の野球キューバ代表に選出された。同大会では優勝し、金メダルを受賞した。
1999年3月にはハバナのエスタディオ・ラティーノアメリカーノで開催された「ボルチモア・オリオールズ対キューバ代表の親善試合」のキューバ代表に選出された。第1戦に登板。8回を無失点に抑え、同時に10奪三振をマーク。この頃からメジャーリーグのスカウトに注目されるようになった。
7月には1999年パンアメリカン競技大会の野球キューバ代表に選出された。同大会では優勝し、金メダルを受賞した。
2000年9月にシドニーオリンピックの野球キューバ代表に選出された。同大会では準優勝し、銀メダルを受賞した。
2001年11月に第34回IBAFワールドカップのキューバ代表に選出された。
2001-2002シーズンには143.1イニングを投げて13勝4敗・防御率1.76・149奪三振を記録、最優秀防御率に輝いた。
2002年10月にキューバ代表としてメキシコでアメリカス・シリーズに出場した際に亡命。その後、ニカラグアの居住権を得る。

### ヤンキース時代
2003年2月6日にニューヨーク・ヤンキースと総額3200万ドルの4年契約を結んだ。この競争に敗れたボストン・レッドソックスのCEOであるラリー・ルキーノはヤンキースの事を「悪の帝国」と表現した。3月31日のトロント・ブルージェイズ戦においてメジャーデビューを果たし、7勝2敗、防御率3.30の記録を挙げるものの、2ヶ月間を肩甲下筋の張りにより故障者リストの上で過ごす。マイナーリーグ行きも4回命じられ、リリーフ投手としての起用も目立った。先発投手としては6勝1敗防御率2.34をマークする一方、リリーフとしては1勝1敗防御率7.43であった。この年最良の登板は9月23日にUSセルラー・フィールドで行われたホワイトソックス戦であり、8回を無失点に抑え9奪三振を記録。また、8試合ものポストシーズン試合に登板するが、11投球回で防御率は5.73、0勝2敗に終わった。
2004年のスプリングトレーニングでは球団上層部は先発でコントレラスを投げさせる事を示唆。しかし、実際に開幕を迎えると安定した成績を残す事は出来なかった。5月5日から5月21日までの約1ヶ月間をマイナーで過ごす。結局この年で一番良かった登板は6月27日のニューヨーク・メッツ戦であり、10奪三振を記録。しかしこの試合でそれ以上に重要だった事は、亡命後初めて妻ミリアムと2人の娘（ネイランとネイレニー）の前で投げられた事だった。

### ホワイトソックス時代
2004年7月31日のトレード期限最終日にエステバン・ロアイザとのトレードでシカゴ・ホワイトソックスへ移籍。移籍後も不安定な投球を続け、結局13勝と150奪三振を挙げるものの防御率は5.50であった。
2005年のシーズン開幕から5登板連続で勝敗が付かず、オールスター休暇までは4勝3敗とパッとしない始まり方だった。しかし休暇後の7月14日にクリーブランド・インディアンスを1-0で破ると、波に乗り、チーム自体もプレイオフへの快進撃を続ける中チームで最も信頼できる投手へと成長していった。最後8回の登板では全て勝ち星を挙げ、時たま連敗をも止めチームに貢献。この急成長の理由として挙げられるのが、同じくキューバから亡命したチームメイトオーランド・ヘルナンデスの影響で投球フォームの中で腕を下げ始めたのが原因とされている。後半戦のみで挙げた11勝はアンディ・ペティットと並びメジャー記録。この2005年シーズンを15勝7敗防御率3.61の好成績で終える。プレーオフでは全てのシリーズの第1戦に登板。全体では3勝1敗防御率3.09をマーク。同年ホワイトソックスは悲願のワールドシリーズ制覇を成し遂げるが、コントレラスの名はキューバのテレビではフィデル・カストロ議長の命令により放送禁止となる。また、ホワイトソックスが出場したワールドシリーズもこの影響で放送禁止となり、国民は違法な衛星放送で見る他なかった。
2006年シーズン開幕前にホワイトソックスと3年間の契約延長を結ぶ。前年の好調をそのまま引き継ぎ、7月6日時点では9勝0敗防御率3.31を記録。6月17日にシンシナティ・レッズから勝ち星を挙げた事により、前年からの自身16連勝はチーム記録となる（それまでの記録はラマー・ホイトとウィルソン・アルバレスが保持していた15連勝)。コントレラスは数字を17にまで伸ばすものの、7月14日に古巣ヤンキースに敗れ記録はストップ。オールスターにも選ばれるが、前半戦最終戦で6回117球を投げてしまったため代役としてミネソタ・ツインズのルーキーフランシスコ・リリアーノが出場。後半戦の初戦で先発登板した事から、コントレラスは30年ぶりに（記録上）2試合連続先発登板した投手となった。年間を通し神経痛に苦しみ、5月には15日間の故障者リストにも登録されていた。結局13勝9敗防御率4.27に終わる。
2007年はなんとか4年連続の2桁勝利となる10勝を挙げたものの、リーグワーストの防御率5.57、リーグワースト2位の17敗をマーク。特に6月24日から7月末までの間に7連敗し、一時期、メジャー1年目の2003年以来となる中継ぎへ降格となるなど失意の1年となった。
2008年8月9日のボストン・レッドソックス戦で松坂大輔と投げ合うはずだったが、初回一塁ベースカバーに入った際アキレス腱断裂という重傷を負い降板した。最終的には7勝止まりとなり、それまで4年連続で2桁勝利をあげていたが、この年でストップした。
2009年3月10日に正式にアメリカ合衆国の市民権を取得する。シーズン序盤から不安定な投球が続いた。

### ロッキーズ時代
2009年8月31日にマイナー選手のブランドン・ハイニックとの交換トレードでコロラド・ロッキーズへ移籍した。トレードで放出された時点では5勝13敗と散々な成績であったが、ロッキーズでは主に中継ぎとして使われ、防御率1.59という安定感を示していた。11月9日にFAとなった。シーズンオフには息子が日本の高校進学を望んだこともあり日本球界でのプレイを視野に入れ、阪神タイガースや福岡ソフトバンクホークスに売り込みを行ったが断られた。　

### フィリーズ時代
2010年1月28日にフィラデルフィア・フィリーズと1年150万ドル（約1億4000万円）で契約を結んだ。初めてフルタイムのリリーバーとしてプレーし、ほぼシーズンを通して防御率3点台を記録し、クローザーのブラッド・リッジの故障中には代役を務めるなど、安定した活躍を見せた。11月1日にFAとなったが、11月15日にフィリーズと2年総額500万ドルで再契約した。
2012年は故障者リスト入りでシーズンのほとんどを過ごした後に17試合登板したが、防御率5.27と結果を残せずに終わる。10月29日にFAとなる。
2013年1月29日、キューバ政府が自由化の一環で国民の海外渡航制限を緩和したことから、約10年ぶりに帰郷した。

### パイレーツ時代
2013年2月23日にピッツバーグ・パイレーツとマイナー契約を結んだ。7月18日に放出された。

### パイレーツ退団後
2013年7月19日にボストン・レッドソックスとマイナー契約を結んだが、8月19日に放出された。12月5日にテキサス・レンジャーズとマイナー契約を結んだ。
2014年3月22日に解雇となり、4月1日にリーガ・メヒカーナ・デ・ベイスボルのティフアナ・ブルズと契約。
2015年4月2日にティファナ・ブルズを解雇となり、6月3日に台湾プロ野球・中華職業棒球大聯盟の中信兄弟と契約。8月31日に選手としての登録を外れ、以降は臨時投手コーチとしてチームに帯同。
2016年3月28日にリーガ・メヒカーナ・デ・ベイスボルのキンタナロー・タイガースと契約。5月25日に自由契約となる。

## プレースタイル・人物
かつては最速98マイルの球速を誇り、サイドスロー気味とスリークォーター気味の2種類の投げ方を使い分ける。
メジャーでは数少なくなったフォークボールの使い手でもあり、このフォークボールはソフトボールで練習をした。
キューバ人特有の飛行機嫌いとして知られる

## 詳細情報

### 年度別投手成績
| 年 度     | 球 団     | 登 板 | 先 発 | 完 投 | 完 封 | 無 四 球 | 勝 利 | 敗 戦 | セ 丨 ブ | ホ 丨 ル ド | 勝 率 | 打 者 | 投 球 回 | 被 安 打 | 被 本 塁 打 | 与 四 球 | 敬 遠 | 与 死 球 | 奪 三 振 | 暴 投 | ボ 丨 ク | 失 点 | 自 責 点 | 防 御 率 | W H I P |
| --------- | --------- | ----- | ----- | ----- | ----- | -------- | ----- | ----- | -------- | ----------- | ----- | ----- | -------- | -------- | ----------- | -------- | ----- | -------- | -------- | ----- | -------- | ----- | -------- | -------- | ------- |
| 2000-2001 | PRI       | 24    | 23    | 6     | --    | --       | 14    | 6     | 0        | --          | .700  | 675   | 159.1    | 167      | 13          | 45       | 3     | 7        | 188      | 18    | 1        | 68    | 62       | 3.50     | 1.33    |
| 2001-2002 | PRI       | 20    | 20    | 6     | --    | --       | 13    | 4     | 0        | --          | .765  | 574   | 143.1    | 110      | 4           | 41       | 4     | 11       | 149      | 10    | 0        | 43    | 28       | 1.76     | 1.05    |
| 2003      | NYY       | 18    | 9     | 0     | 0     | 0        | 7     | 2     | 0        | 1           | .778  | 293   | 71.0     | 52       | 4           | 30       | 1     | 5        | 72       | 2     | 0        | 27    | 26       | 3.30     | 1.15    |
| 2004      | NYY       | 18    | 18    | 0     | 0     | 0        | 8     | 5     | 0        | 0           | .615  | 425   | 95.2     | 93       | 22          | 42       | 1     | 6        | 82       | 10    | 0        | 66    | 60       | 5.64     | 1.41    |
| 2004      | CWS       | 13    | 13    | 0     | 0     | 0        | 5     | 4     | 0        | 0           | .556  | 333   | 74.2     | 73       | 9           | 42       | 0     | 2        | 68       | 7     | 0        | 48    | 44       | 5.30     | 1.54    |
| '04計     | CWS       | 31    | 31    | 0     | 0     | 0        | 13    | 9     | 0        | 0           | .591  | 758   | 170.1    | 166      | 31          | 84       | 1     | 8        | 150      | 17    | 0        | 114   | 104      | 5.50     | 1.47    |
| 2005      | CWS       | 32    | 32    | 1     | 0     | 0        | 15    | 7     | 0        | 0           | .682  | 857   | 204.2    | 177      | 23          | 75       | 2     | 9        | 154      | 20    | 2        | 91    | 82       | 3.61     | 1.23    |
| 2006      | CWS       | 30    | 30    | 1     | 1     | 0        | 13    | 9     | 0        | 0           | .591  | 833   | 196.0    | 194      | 20          | 55       | 4     | 10       | 134      | 16    | 0        | 101   | 93       | 4.27     | 1.27    |
| 2007      | CWS       | 32    | 30    | 2     | 2     | 0        | 10    | 17    | 0        | 0           | .370  | 858   | 189.0    | 232      | 21          | 62       | 1     | 15       | 113      | 3     | 0        | 134   | 117      | 5.57     | 1.56    |
| 2008      | CWS       | 20    | 20    | 1     | 0     | 1        | 7     | 6     | 0        | 0           | .538  | 522   | 121.0    | 130      | 12          | 35       | 0     | 3        | 70       | 6     | 0        | 64    | 61       | 4.54     | 1.36    |
| 2009      | CWS       | 21    | 21    | 0     | 0     | 0        | 5     | 13    | 0        | 0           | .278  | 513   | 114.2    | 121      | 11          | 45       | 3     | 6        | 89       | 8     | 0        | 83    | 69       | 5.42     | 1.45    |
| 2009      | COL       | 7     | 2     | 0     | 0     | 0        | 1     | 0     | 0        | 1           | 1.000 | 288   | 17.0     | 20       | 2           | 8        | 1     | 0        | 17       | 0     | 0        | 3     | 3        | 1.59     | 1.65    |
| '09計     | COL       | 28    | 23    | 0     | 0     | 0        | 6     | 13    | 0        | 1           | .316  | 589   | 131.2    | 141      | 13          | 53       | 4     | 6        | 106      | 8     | 0        | 86    | 72       | 4.92     | 1.47    |
| 2010      | PHI       | 67    | 0     | 0     | 0     | 0        | 6     | 4     | 4        | 13          | .600  | 233   | 56.2     | 53       | 5           | 16       | 2     | 4        | 57       | 0     | 0        | 22    | 21       | 3.34     | 1.22    |
| 2011      | PHI       | 17    | 0     | 0     | 0     | 0        | 0     | 0     | 5        | 4           | ----  | 60    | 14.0     | 11       | 0           | 8        | 0     | 1        | 13       | 0     | 0        | 6     | 6        | 3.86     | 1.36    |
| 2012      | PHI       | 17    | 0     | 0     | 0     | 0        | 1     | 0     | 0        | 4           | 1.000 | 56    | 13.2     | 13       | 1           | 3        | 0     | 1        | 15       | 0     | 0        | 10    | 8        | 5.27     | 1.17    |
| 2013      | PIT       | 7     | 0     | 0     | 0     | 0        | 0     | 0     | 0        | 2           | ----  | 28    | 5.0      | 7        | 1           | 6        | 0     | 0        | 5        | 0     | 0        | 5     | 5        | 9.00     | 2.60    |
| 2015      | 兄弟      | 7     | 7     | 0     | 0     | 0        | 4     | 1     | 0        | 0           | .857  | 202   | 47.0     | 46       | 4           | 18       | 0     | 3        | 32       | 2     | 0        | 28    | 18       | 3.45     | 1.36    |
| CNS：2年  | CNS：2年  | 44    | 43    | 12    | --    | --       | 27    | 10    | 0        | --          | .730  | 1249  | 302.2    | 277      | 17          | 86       | 7     | 18       | 337      | 28    | 1        | 111   | 90       | 2.68     | 1.20    |
| MLB：11年 | MLB：11年 | 299   | 175   | 5     | 3     | 1        | 78    | 67    | 9        | 25          | .538  | 5087  | 1173.0   | 1176     | 131         | 427      | 15    | 62       | 889      | 72    | 2        | 660   | 595      | 4.57     | 1.37    |
| CPBL：1年 | CPBL：1年 | 7     | 7     | 0     | 0     | 0        | 4     | 1     | 0        | 0           | .857  | 202   | 47.0     | 46       | 4           | 18       | 0     | 3        | 32       | 2     | 0        | 28    | 18       | 3.45     | 1.36    |

- 各年度の太字はリーグ最高
- 「-」は記録なし
- キューバで通常用いられる個人通算成績は、プレーオフや選抜リーグなども合算するため、この表の合計とは一致しない

### 背番号
- 52（2003年 - 2009年途中、2010年 - 2013年、2015年）
- 54（2009年途中 - 同年終了）

### キューバ国内リーグ（選抜リーグ含む）通算投手成績（10シーズン）
117勝50敗、防御率2.82、与四球率3.14、奪三振率8.22、被本塁打率0.45、WHIP1.25

232試合、203先発、1473イニング、514与四球（敬遠22）、91与死球、1346奪三振、74被本塁打　

### 記録
- オールスターゲーム選出 1回：2006年

### 代表歴
- 1995 IBAFインターコンチネンタルカップ キューバ代表
- 1996年アトランタオリンピックの野球競技・キューバ代表
- 1997 IBAFインターコンチネンタルカップ キューバ代表
- 1998 IBAFワールドカップ キューバ代表
- 1998年中央アメリカ・カリブ海競技大会野球キューバ代表
- ボルチモア・オリオールズ対キューバ代表の親善試合
- 1999年パンアメリカン競技大会野球キューバ代表
- 2000年シドニーオリンピックの野球競技・キューバ代表
- 2001 IBAFワールドカップ キューバ代表